# بيتر لاين
بيتر لاين (بالإنجليزية: Peter Line)‏ هو متزلج على الثلوج أمريكي، ولد في 3 أغسطس 1974.

## وصلات خارجية
- الموقع الرسمي